# Klundert

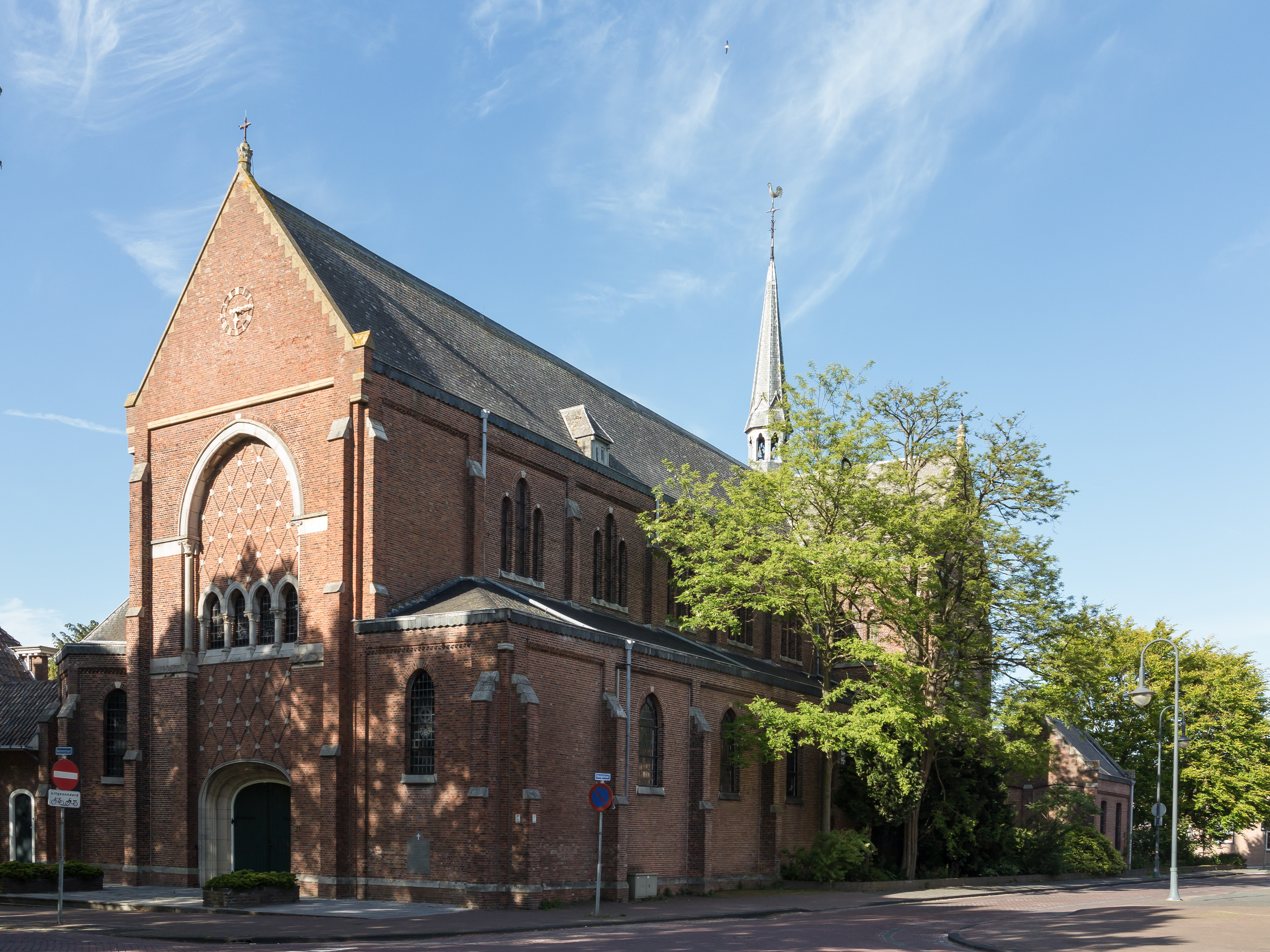
Kościół w Klundert (zdjęcie wykonane we wrześniu 2010)

Klundert – miasto w holenderskiej prowincji Brabancja Północna. Jest położone 3 km na północny zachód od Zevenbergen. Prawa miejskie otrzymało w 1357. W mieście znajduje się ratusz wybudowany w  1621. Było osobną gminą do 1997, kiedy stało się częścią gminy Moerdijk.